# تدبر القرآن (كتاب)
تدبر القرآن (الأردية: تدبر قرآن) هو تفسير للقرآن الكريم لأمين أحسن إصلاحي يعتمد على مفهوم الترابط الموضوعي والبنيوي ، والذي استلهمه في الأصل العلامة حميد الدين الفراهي. ويقع التفسير في تسعة مجلدات، كل مجلد يحتوي على ستة آلاف صفحة. لقد كُتب العمل باللغة الأردية، وتُرجم إلى اللغة الإنجليزية. كما ترجمه إلى اللغة التاميلية عبد الرحمن عمري.

## المحتويات
التفسير يشرح كل سورة كخطاب متماسك، ويرتب السور في أزواج، ويقيم سبعة أقسام رئيسة للسور، وبالتالي يظهر القرآن بأكمله ككتاب مترابط ومنهجي.
كل قسم لديه موضوع مميز. المواضيع داخل القسم تكون حسب ترتيب الوحي إلى حد ما. في كل قسم، كل عضو من الزوج يكمل الآخر بطرق مختلفة. الأقسام السبعة هي كما يلي:
| مجموعة | من           | ل                 | الموضوع المركزي                                                             |
| ------ | ------------ | ----------------- | --------------------------------------------------------------------------- |
| 1      | الفاتحة 1:1  | المائدة 5:1       | الشريعة الإسلامية                                                           |
| 2      | الأنعام 6:1  | سورة التوبة 9:1   | عواقب مشركي مكة                                                             |
| 3      | يونس 10:1    | سورة النور 24:1   | بشرى ظهور النبي محمد                                                        |
| 4      | الفرقان 25:1 | سورة الأحزاب 33:1 | حجج على نبوة الرسول الكريم وضرورات الإيمان به                               |
| 5      | سبأ 34:1     | الحجرات 49:1      | حجج حول التوحيد ومتطلبات الإيمان به                                         |
| 6      | ق 50:1       | التحريم 66:1      | حجج حول الحياة الآخرة ومتطلبات الإيمان بها                                  |
| 7      | المُلْك 67:1   | الناس 114:1       | تحذير لقريش من مصيرهم في الدنيا والآخرة إذا كذبوا الرسول صلى الله عليه وسلم |

### التأثير
إن مفهوم النظام في القرآن الكريم الذي تبناه الإصلاحي في تفسيره أدى به إلى تفسير القرآن الكريم في مواضع كثيرة تختلف عن تفسير العلماء الآخرين. ومن خصائص كتاب تدبّر القرآن أيضًا تحديد عناوين النص. وهذا مهم لتحديد آثار مبادئ القرآن على المسلمين. يُعتبر كتاب تدبّر القرآن مؤثرًا في الأدب الإسلامي أكثر من أي عمل تفسيري آخر للقرآن في العصر الحديث. لا يمكن لأي باحث مستقبلي يقوم بتفسير وعرض القرآن الكريم أو العمل على الموضوعات الإسلامية أن يتجاهل هذا العمل التفسيري الضخم للإصلاحي.

## طالع أيضًا
- قائمة الكتب السنية

## روابط خارجية
- السلام – التفسير على أساس تدبّر القرآن
- تدبّر القرآن